# 젤다 루빈스타인

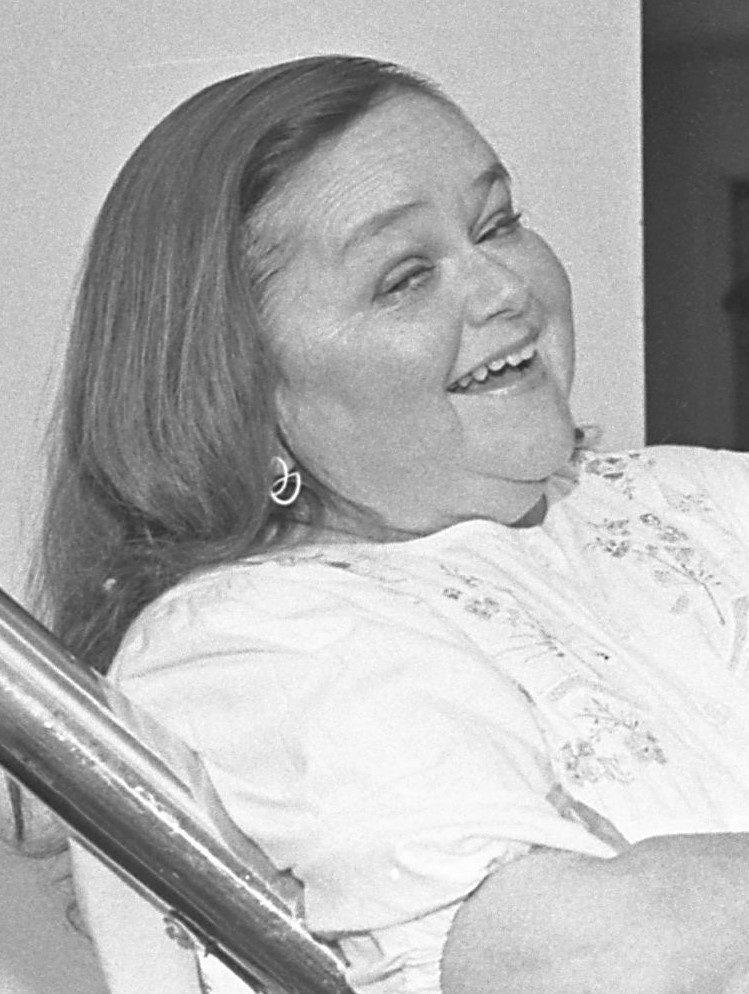

젤다 루빈스타인(Zelda Rubinstein, 1933년 5월 28일 ~ 2010년 1월 27일)는 미국의 배우, 영화배우, 텔레비전 배우, 성우이다.
피츠버그에서 태어났으며 로스앤젤레스에서 사망하였다. 사인은 신부전이다.

## 영화
- 레슬리 버논의 살인 일기 (2006년)
- 사우스랜드 테일 (2006년)
- 엔젤스 위드 엔젤스 (2005년)
- 새장 (2005년) - 리즈 역
- 신밧드: 배틀 오브 더 다크 나잇 (1998년)
- 사랑 이야기 (1996년)
- 붉은 악녀 (1996년)
- 타임마스터 (1995년)
- 라스트 리소트 (1994년)
- 장미의 표적 (1993년)
- 도박사 4 (1991년)
- 길티 (1991년)
- 틴 위치 (1989년) - 마담 세레나 역
- 폴터가이스트 3 (1988년)
- 안구스티아 (1987년)
- 폴터가이스트 2 (1986년)
- 폴터가이스트 (1982년) - 탠지나 바론스 역
- 무지개 아래 (1981년)